# Norby och Torås
Norby och Torås var 1990 en av SCB avgränsad och namnsatt småort i Kungsbacka kommun i Hallands län. Den omfattade bebyggelse i Norby och Torås belägna strax öster om tätorten Vallda men nordväst om Vallda kyrkby i Vallda socken.
Till avgränsningen 1995 upphörde småorten och bebyggelsen blev en del av tätorten Backa.